# Miklós Jutka
Miklós Jutka, 1904-ig Miliczer Júlia (Berettyóújfalu, 1884. szeptember 7. – Créteil, Franciaország, 1976. február 18.) magyar költő, fotográfus.

## Élete
Miliczer Albert és Grünberger Amália lánya. Tízen voltak testvérek a zsidó származású családban. Édesapja; „különös, fantasztikus ember, kósza lélek, tele irreális tervekkel. Szeretett pereskedni, mindig vesztett. Szeretett építkezni és szerette a gépeket. Így mentünk tönkre, bebarangoltuk a régi országot, a felvidéki Árva vármegyétől a tengerparti Fiuméig”. Talán az apai fantázia hatására kezdett verseket írni. Már tizenhat éves korában közölte első zsengéit Vészi Endre a Budapesti Naplóban. Első verseskötetéről – 1905-ben – Ady Endre írt kritikát, de lelkesen üdvözölte Kaffka Margit és Révész Béla is. Pestről Nagyváradra kerül, barátai közé tartozik többek között Juhász Gyula. A Holnap című antológiában egyetlen költőnőként szerepel; Ady Endre, Babits Mihály, Balázs Béla, Dutka Ákos, Emőd Tamás és Juhász Gyula társaságában. 1910 és 1913 között Amerikában, egyik nővérénél tartózkodik. Kitanulta a fényképész mesterséget. Nagyváradra hazatérve az első világháborús években ebből tartotta fenn magát. A Tanácsköztársaság bukása után Berlinbe költözött. Filmrendezőnek tanult, több mester mellett segédrendezőként is dolgozott. Később Párizsba települt, a Montparnasse-on fotóműtermet nyitott. Barátai közé tartozott Károlyi Mihály és felesége, Tihanyi Lajos, Pór Bertalan és Bölöni György is. Férje Van den Bussche belga mérnök, aki az első világháborúban súlyos mérgezést kapott. Férje betegsége miatt a Marokkói Rabat-ba költöztek. Rabatban "még egyszer fellobbant a költői láng" magyar költők verseit fordította franciára, főleg a "Holnaposokat", köztük sajátjait is. A rabati rádió francia adása a 20. századi világirodalom kincsei között mutatta be ezeket a műveket. Férje halála után a hatvanas években visszatért Franciaországba. Itt élt lányával és unokáival haláláig. Egészségi állapota megakadályozta abban, hogy szeretett – régen elhagyott – hazájába még egyszer ellátogasson.

## Művei
- Miklós Jutka költeményei; Singer-Wolfner, Bp., 1904
- Élet őfelségéhez. Versek; Sonnenfeld Ny., Nagyvárad, 1908
- A Holnap. Ady Endre, Babits Mihály, Balázs Béla, Dutka Ákos, Emőd Tamás, Juhász Gyula, Miklós Jutka versei; sajtó alá rend. Antal Sándor; A Holnap Irodalmi Társaság, Nagyvárad, 1908
- A Holnap új versei. Második könyv; összeáll., bev. Kollányi Boldizsár; Deutsch, Bp., 1909
- Visszaölel a föld. Válogatott versek; Magvető, Bp., 1971